# Ramon Solà
Ramon Solà (Girona, ? - 1462) va ser un pintor. Va fundar un taller de pintors. La seva actuació està documentada des de l'any 1424 quan consta que va policromar la imatge de Sant Carlemany i la Mare de Déu amb el Nen de la Catedral de Girona amb un estil semblant al de Jaume Huguet, cosa que fa pensar que va ser un aprenent de Jaume Huguet. De l'any 1456 consta un contracte d'un retaule de Sant Cugat i Sant Jaume per a l'església parroquial de Fornells (aquesta obra i la del retaule dedicat a Santa Caterina ja no es conserven.
El seu fill, Ramon Solà II (? -1494), pintor gòtic d'estil flamenc, l'any 1482 va ser contractat per a fer el retaule de Sant Marc per a la confraria dels sabaters de Girona, i l'any 1484 va pintar les dues capelles prop de la porta dels Apòstols de la seu de Girona.